# Puchar Ameryki Południowej w narciarstwie alpejskim mężczyzn 2014
Puchar Ameryki Południowej w narciarstwie alpejskim mężczyzn w sezonie 2014 będzie kolejną edycją tego cyklu. Pierwsze zawody odbyły się 12 sierpnia 2014 roku w argentyńskim Cerro Catedral, a ostatnie zostaną rozegrane 19 września 2014 roku w chilijskim El Colorado.

## Podium zawodów

### Indywidualnie
| Lp  | Data             | Miejscowość    | Dyscyplina      | 1. Miejsce          | 2. Miejsce              | 3. Miejsce               |
| --- | ---------------- | -------------- | --------------- | ------------------- | ----------------------- | ------------------------ |
| 1.  | 12 sierpnia 2014 | Cerro Catedral | Slalom          | Sebastiano Gastaldi | Nicolas Carvallo        | Theo Letitre             |
| 2.  | 13 sierpnia 2014 | Cerro Catedral | Gigant          | Sebastiano Gastaldi | Sebastian Pfingsthorn   | Sven von Appen           |
| 3.  | 18 sierpnia 2014 | Antillanca     | Slalom          | Sebastiano Gastaldi | Tomas Birkner de Miguel | Armand Marchant          |
| 4.  | 19 sierpnia 2014 | Chapelco       | Gigant          | Zawody odwołane     | Zawody odwołane         | Zawody odwołane          |
| 5.  | 30 sierpnia 2014 | El Colorado    | Gigant          | Geoffrey Mattei     | Martin Čater            | Klemen Kosi              |
| 6.  | 31 sierpnia 2014 | La Parva       | Slalom          | Theo Leleu          | Gabriel Rivas           | Tomas Brickner De Miguel |
| 7.  | 3 września 2014  | La Parva       | Supergigant     | Ondrej Bank         | Andrej Sporn            | Martin Čater             |
| 8.  | 4 września 2014  | La Parva       | Zjazd           | Klemen Kosi         | Andrej Sporn            | Ondrej Bank              |
| 9.  | 4 września 2014  | La Parva       | Zjazd           | Andrej Sporn        | Klemen Kosi             | Ondrej Bank              |
| 10. | 10 września 2014 | Cerro Castor   | Slalom gigant   | Vincent Kriechmayr  | Mattia Casse            | Justin Murisier          |
| 11. | 12 września 2014 | Cerro Castor   | Slalom          | Fritz Dopper        | Philipp Schmid          | Marc Gini                |
| 12. | 13 września 2014 | Cerro Castor   | Slalom          | Andrej Sporn        | Ondrej Bank             | Mikael Svensk            |
| 13. | 17 września 2014 | El Colorado    | Zjazd           | Ondrej Bank         | Klemen Kosi             | Andrej Sporn             |
| 13. | 18 września 2014 | El Colorado    | Supergigant     | Klemen Kosi         | Ondrej Bank             | Henrik von Appen         |
| 14. | 18 września 2014 | El Colorado    | Supergigant     | Klemen Kosi         | Ondrej Bank             | Andrej Sporn             |
| 15. | 18 września 2014 | El Colorado    | Superkombinacja | Klemen Kosi         | Martin Čater            | Henrik von Appen         |

## Klasyfikacja generalna (po 15 z 15 konkurencji)
| Lp. | Zawodnik                 | Punkty |
| --- | ------------------------ | ------ |
| 1.  | Klemen Kosi              | 705    |
| 2.  | Ondrej Bank              | 560    |
| 3.  | Andrej Sporn             | 545    |
| 4.  | Martin Čater             | 487    |
| 5.  | Henrik von Appen         | 434    |
| 6.  | Sebastiano Gastaldi      | 396    |
| 7.  | Tilen Debelak            | 380    |
| 8.  | Mikael Svensk            | 307    |
| 9.  | Nicolas Carvallo         | 277    |
| 10. | Tomas Brickner De Miguel | 271    |

### Zjazd (po 4 z 4 konkurencji)
| Miejsce | Zawodnik         | Punkty |
| ------- | ---------------- | ------ |
| 1.      | Andrej Sporn     | 340    |
| 2.      | Ondrej Bank      | 300    |
| 3.      | Klemen Kosi      | 260    |
| 4.      | Mikael Svensk    | 166    |
| 5.      | Tilen Debelak    | 152    |
| 6.      | Martin Čater     | 150    |
| 7.      | Henrik von Appen | 137    |
| 8.      | Artem Borodajkin | 85     |
| 9.      | Emilien Delor    | 72     |
| 10.     | Sam Morse        | 69     |

### Supergigant (po 3 z 3 konkurencji)
| Miejsce | Zawodnik         | Punkty |
| ------- | ---------------- | ------ |
| 1.      | Ondrej Bank      | 260    |
| 2.      | Klemen Kosi      | 240    |
| 3.      | Andrej Sporn     | 190    |
| 4.      | Martin Čater     | 155    |
| 5.      | Henrik von Appen | 123    |
| 6.      | Mikael Svensk    | 116    |
| 7.      | Tilen Debelak    | 113    |
| 8.      | Sam Morse        | 58     |
| 9.      | Drew Duffy       | 56     |
| 10.     | Bryce Astle      | 55     |

### Slalom (po 5 z 5 konkurencji)
| Miejsce | Zawodnik                 | Punkty |
| ------- | ------------------------ | ------ |
| 1.      | Sebastiano Gastaldi      | 236    |
| 2.      | Tomas Brickner De Miguel | 162    |
| 3.      | Nicolas Carvallo         | 134    |
| 4.      | Armand Marchant          | 125    |
| 5.      | Theo Letitre             | 110    |
| 6.      | Anders Figueroa          | 102    |
| 7.      | Theo Leleu               | 100    |
| 7.      | Gabriel Rivas            | 100    |
| 7.      | Fritz Doppen             | 100    |
| 10.     | Henrik von Appen         | 96     |

### Gigant (po 2 z 2 konkurencji)
| Miejsce | Zawodnik                 | Punkty |
| ------- | ------------------------ | ------ |
| 1.      | Sebastiano Gastaldi      | 116    |
| 2.      | Geoffrey Mattei          | 100    |
| 2.      | Vincent Kriechmayr       | 100    |
| 4.      | Martin Čater             | 80     |
| 4.      | Sebastian Pfinghstorn    | 80     |
| 4.      | Mattia Casse             | 80     |
| 7.      | Tomas Brickner De Miguel | 77     |
| 8.      | Sven von Appen           | 73     |
| 9.      | Eugenio Claro            | 61     |
| 10.     | Klemen Kosi              | 60     |

### Superkombinacja (po 1 z 1 konkurencji)
| Miejsce | Zawodnik                 | Punkty |
| ------- | ------------------------ | ------ |
| 1.      | Klemen Kosi              | 100    |
| 2.      | Martin Čater             | 80     |
| 3.      | Henrik von Appen         | 60     |
| 4.      | Bryce Astle              | 50     |
| 5.      | Tilen Debelak            | 45     |
| 6.      | Rob Greig                | 40     |
| 7.      | Jeffrey Bell             | 36     |
| 8.      | Sam Morse                | 32     |
| 9.      | Sebastiano Gastaldi      | 29     |
| 10.     | Tomas Brickner De Miguel | 26     |